# Stade du 4-Septembre de Sivas (1984)
Pour l’article homonyme, voir Stade du 4-Septembre de Sivas.
Le stade de Sivas - Quatre Septembre était un stade multifonctionnel situé dans la ville de Sivas en Turquie.

## Histoire
Le premier match a lieu le 7 octobre 1984, il comporte un terrain de football et une piste d'athlétisme.
Le stade était utilisé principalement pour le football et est le terrain du Sivasspor. Le stade avait une capacité de 15 060 spectateurs.
En 2006, le stade est rénové avec 1 200 places supplémentaires et les sièges peints en rouge et blanc.
À partir de 2013, un nouveau stade à deux kilomètres est mis en construction, le Yeni 4 Eylül Stadyumu (en français : Nouveau stade du 4 septembre) d'une capacité de 27000 places. Dès sa mise en service en 2016, le stade du 4 septembre est démoli.